# Pontecorvo
Pontecorvo – miejscowość i gmina we Włoszech, w regionie Lacjum, w prowincji Frosinone.
Według danych na rok 2004 gminę zamieszkiwało 13 280 osób, 150,9 os./km².